# Gyalopion canum
Gyalopion canum (чіуауанська гачконоса змія) — вид змій родини полозових (Colubridae). Мешкає в США і Мексиці.

## Опис
Загальна довжина чіуауанської гачнокосої змії (враховуючи хвіст) становить 36,5 см. Забарвлення сіре або сірувато-коричневе, спина поцяткована 25-48 темно-коричневими або чорними смугами, нижня частина тіла кремова. Кінець морди задертий догори. Спинні луски гладкі, формують 17 рядів.

## Поширення і екологія
Чіуауанські гачконосі змії мешкають на південному сході Аризони, в Нью-Мексико та на заході Техасу, а також на території Мексиканського нагір'я, на південь до Сакатекаса і Сан-Луїс-Потосі. Вони живуть на трав'янистих луках в передгір'ях, трапляються в напівпустельних чагарникових заростях в пустелі Чіуауа, а також в саванах, рідколіссях і сосново-ялівцевих лісах. Зустрічаються на висоті від 305 до 2100 м над рівнем моря. Ведуть нічний спосіб життя, ховаються під камінням. Живляться павуками і багатоніжками, а також дрібними зміями і скорпіонами. Відкладають яйця, в кладці 5 яєць.